# Ivan Trojan
Ivan Trojan (nacido el 30 de junio de 1964) es un actor checo, considerado uno de los mejores actores checos de todos los tiempos. Con cuatro Leones Checos al Mejor Actor en un Papel Protagónico, también ganó dos por sus papeles secundarios en Seducer y Jedna ruka netleská, lo que lo convierte en el intérprete más premiado en los Premios del León Checo.

## Carrera
Troyano nació en Praga. Se graduó en la Facultad de Teatro de la Academia de Artes Escénicas de Praga en 1988 y en Realistické divadlo Zdeňka Nejedlého (RDZN) en Praga- Smíchov. Tiene una Maestría en Bellas Artes de la Academia. En 1992 se trasladó a Divadlo na Vinohradech (DNV). En 1997 decidió trasladarse a la recién fundada Dejvické divadlo (DD). En el Festival Internacional de Televisión de Montecarlo de 2013, Ivan Trojan recibió el premio Ninfa de Oro al Mejor Actor en la miniserie Burning Bush.
Trojan es aclamado por sus actuaciones en las películas Loners (2000), Želary (2003), Václav (2007), The Karamazovs (2008), Ve stínu (2012) y Anděl Páně 2 (2016), todas obteniendo éxito en el círculos de taquilla y crítica. También es conocido por sus galardonadas y elogiadas apariciones en el Teatro Dejvice, el Vinohrady Divadlo y el Festival de Verano de Shakespeare, entre ellas Stanley Kowalski en Un tranvía llamado deseo, Demetrius en El sueño de una noche de verano, Eugen Bazarov en Father and Sons y el Padre en Los hermanos Karamazov.

## Vida personal
Es hijo del actor Ladislav Trojan y hermano del productor y director Ondřej Trojan. Está casado con la actriz Klára Pollertová-Trojanová y tiene cuatro hijos: František (nacido en 1999), Josef (nacido en 2001), Antonín (nacido en 2009) y Václav (nacido en 2012).
Trojan es conocido por ser partidario del club de fútbol Bohemians 1905. En 2009, a la edad de 44 años, jugó siete minutos con el club en un partido oficial contra el FK Ústí nad Labem en la Liga Nacional de Fútbol de la República Checa.

## Teatro

### Teatro Dejvice
- Teremin (2005) .... Léon Theremin

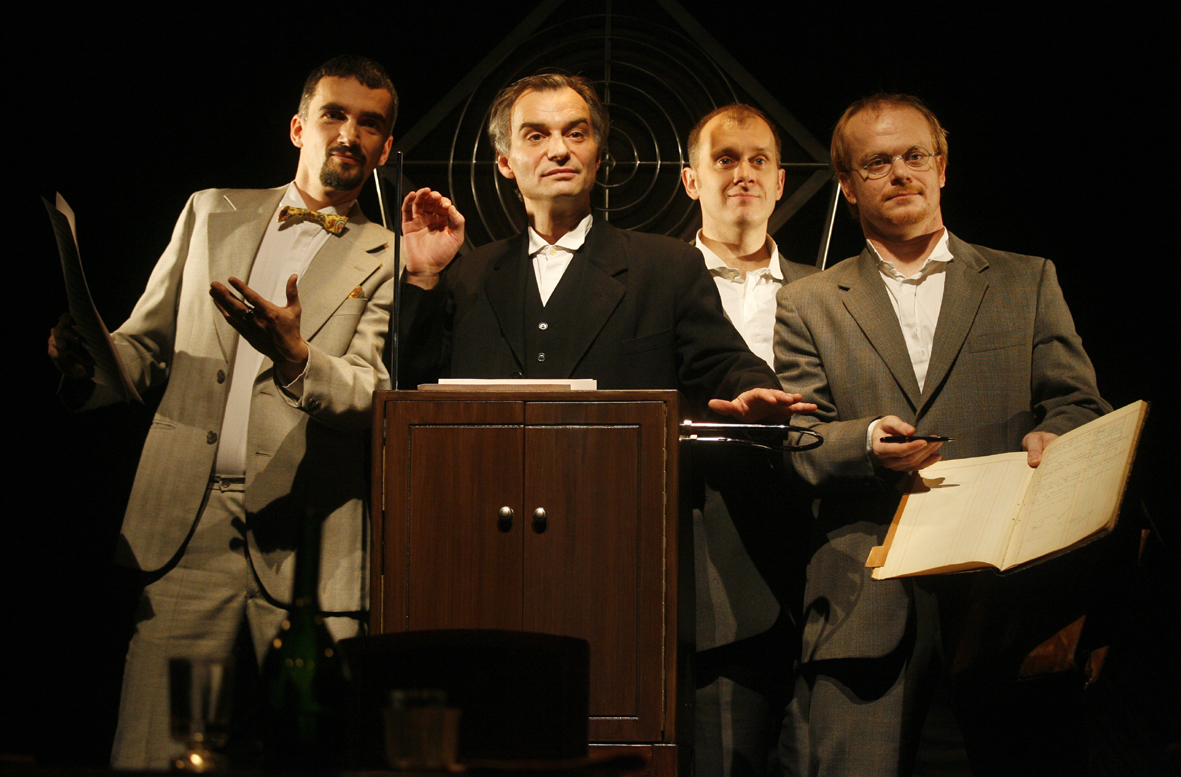
Ivan Trojan en el papel principal de la obra Teremin de Petr Zelenka. De izquierda a derecha: Martin Myšička, Ivan Trojan, Jiří Bábek, David Novotný.

- Un tranvía llamado Deseo (2003) .... Stanley
- Sic (2003) .... Theo (por Melissa James Gibson)
- Las tres hermanas (2002) .... Aleksander Ignayevitch Vershinin
- Tales of Common Insanity (2001) .... Petr
- Oblómov (2000) .... El papel principal
- Los hermanos Karamazov (2000) .... Padre Karamazov - Diablo
- La increíble y triste historia de la cándida Eréndira y de su abuela desalmada (1999) .... Indio rojo
- El inspector general (1998) .... Anton Antonovitch Skvoznik - Duchanovskij
- Utišující metoda (1997) .... Profesor Maillard (por Edgar Allan Poe)

### Teatro Vinohrady
- Los hermanos Karamazov (1997) .... Ivan
- A Flea in Her Ear (1996) .... Kamil Champsboisy (por Georges Feydeau)
- Jacobowski and the Colonel (1995) .... Jefe de policía (by Franz Werfel)
- Padres e hijos (1995) .... Eugen Bazarov
- Clown (August August August) (1994) .... Aubaruf Jr. (por Pavel Kohout)
- Le baruffe chiozzotte (1994) .... Comisionado (por Carlo Goldoni)
- Romeo y Julieta (1992) .... Romeo
- El sueño de una noche de verano (1990) .... Demetrius, Summer Shakespeare Festival
- Merlin oder das wüste Land (1988) .... Parsifal (por Tankred Dorst, RDZN)

### Otros
- Nesles Tower (1996) .... Night of Orgies (por Pierre Henri Cami), Divadlo Viola

## Filmografía seleccionada

### Películas
- 2000 – Četnické humoresky (Bedřich Jarý)
- 2000 – Loners (Ondřej)
- 2002 – The Brats (Marek Sir)
- 2002 – Seducer (Karel)
- 2003 – Želary (Richard)
- 2003 – Jedna ruka netleská (Zdenek)
- 2005 – Príbehy obycejného sílenství (Petr Hanek)
- 2005 – Anděl Páně (Petronel)
- 2007 – Medvídek (Ivan)
- 2007 – Václav (Václav Vingl)
- 2008 – Karamazovi (Padre)
- 2012 – Ve stínu
- 2012 – Hořící keř (Mayor Jireš)
- 2016 – Anděl Páně 2 (Petronel)
- 2020 – Šarlatán (Jan Mikolášek)

### Doblaje
- 2016 – Buscando a Dory – Marlin (Albert Brooks)
- 2016 – Kung Fu Panda 3 – Maestro Mono (Jackie Chan)
- 2014 – Touch – Martin Bohm (Kiefer Sutherland)
- 2013 – The Girl Who Kicked the Hornets' Nest – Michael Nyqvist (Mikael Blomkvist)
- 2013 – The Girl Who Played with Fire – Michael Nyqvist (Mikael Blomkvist)
- 2013 – The Girl With The Dragon Tattoo – Michael Nyqvist (Mikael Blomkvist)
- 2013 – Epic – Mandrake (Christoph Waltz)
- 2012 – The Killing – Troels Hartmann (Lars Mikkelsen)
- 2011 – Kung Fu Panda 2 – Maestro Mono (Jackie Chan)
- 2010 – Megamind – Minion (David Cross)
- 2009 – Monsters vs Aliens – Dr. Cockroach (Hugh Laurie)
- 2008 – Kung Fu Panda – Maestro Mono (Jackie Chan)
- 2008 – Madagascar 2: Escape de África – Makunga (Alec Baldwin)
- 2006 – Vecinos invasores – RJ (Bruce Willis)
- 2004–2013 - 24 – Jack Bauer (Kiefer Sutherland)
- 2003 – Buscando a Nemo – Marlin (Albert Brooks)
- 2002 – Mira quién habla – Mikey (Bruce Willis)
- 2001 – Ally McBeal – Mark Albert (James Le Gros)
- 1997 – Friends – Pete Becker (Jon Favreau)
- 1992 – Back to the Future Part II – Biff Tannen (Thomas F. Wilson)
- 1991 – Back to the Future – Biff Tannen (Thomas F. Wilson)